# Paul-Löbe-Haus
Das Paul-Löbe-Haus (PLH) ist ein Funktionsgebäude des Deutschen Bundestags im Berliner Regierungsviertel, das sich auf dem Gelände des ehemaligen Alsenviertels am Südrand des Spreebogenparks befindet. Es ist nach dem Reichstagspräsidenten und Alterspräsidenten des ersten Deutschen Bundestags, Paul Löbe (SPD), benannt. Der Haupteingang liegt an der westlich vorbeiführenden Konrad-Adenauer-Straße. Ein weiterer Eingang befindet sich in der Paul-Löbe-Allee.

## Geschichte

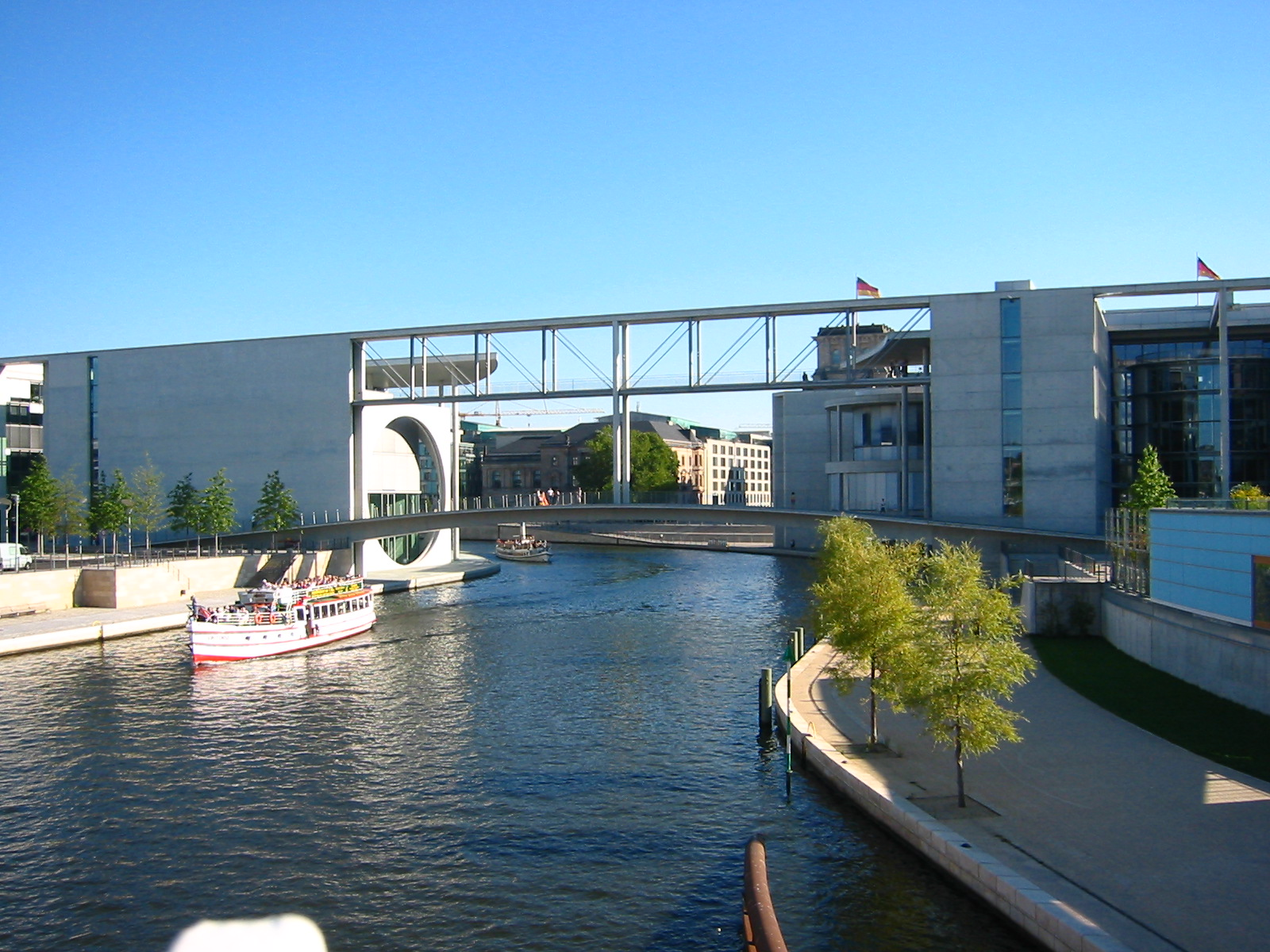
Die beiden übereinanderliegenden Spreebrücken, rechts das Paul-Löbe-Haus

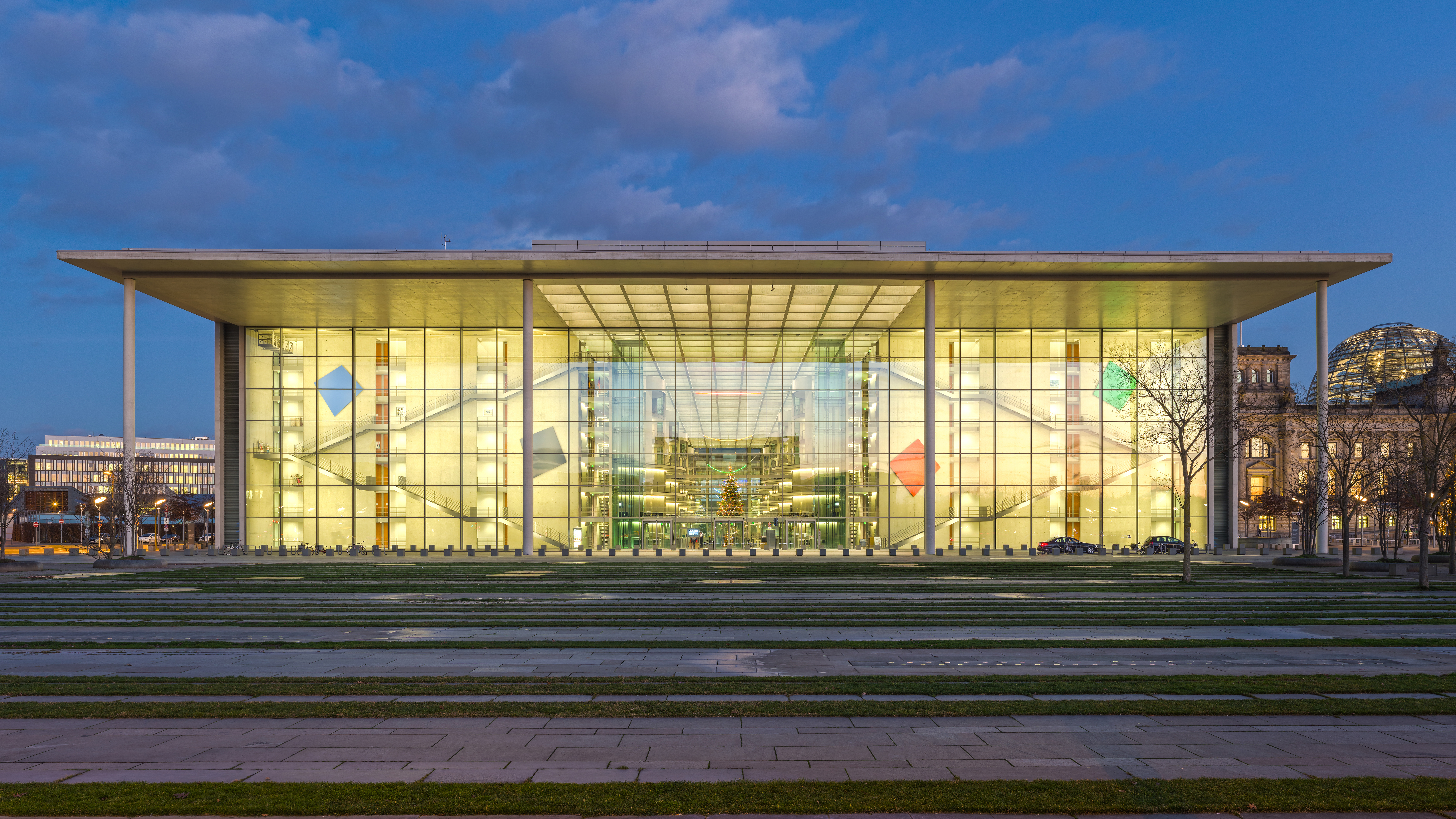
Westseite bei Nacht; in der Glasfassade spiegelt sich das gegenüberliegende Bundeskanzleramt

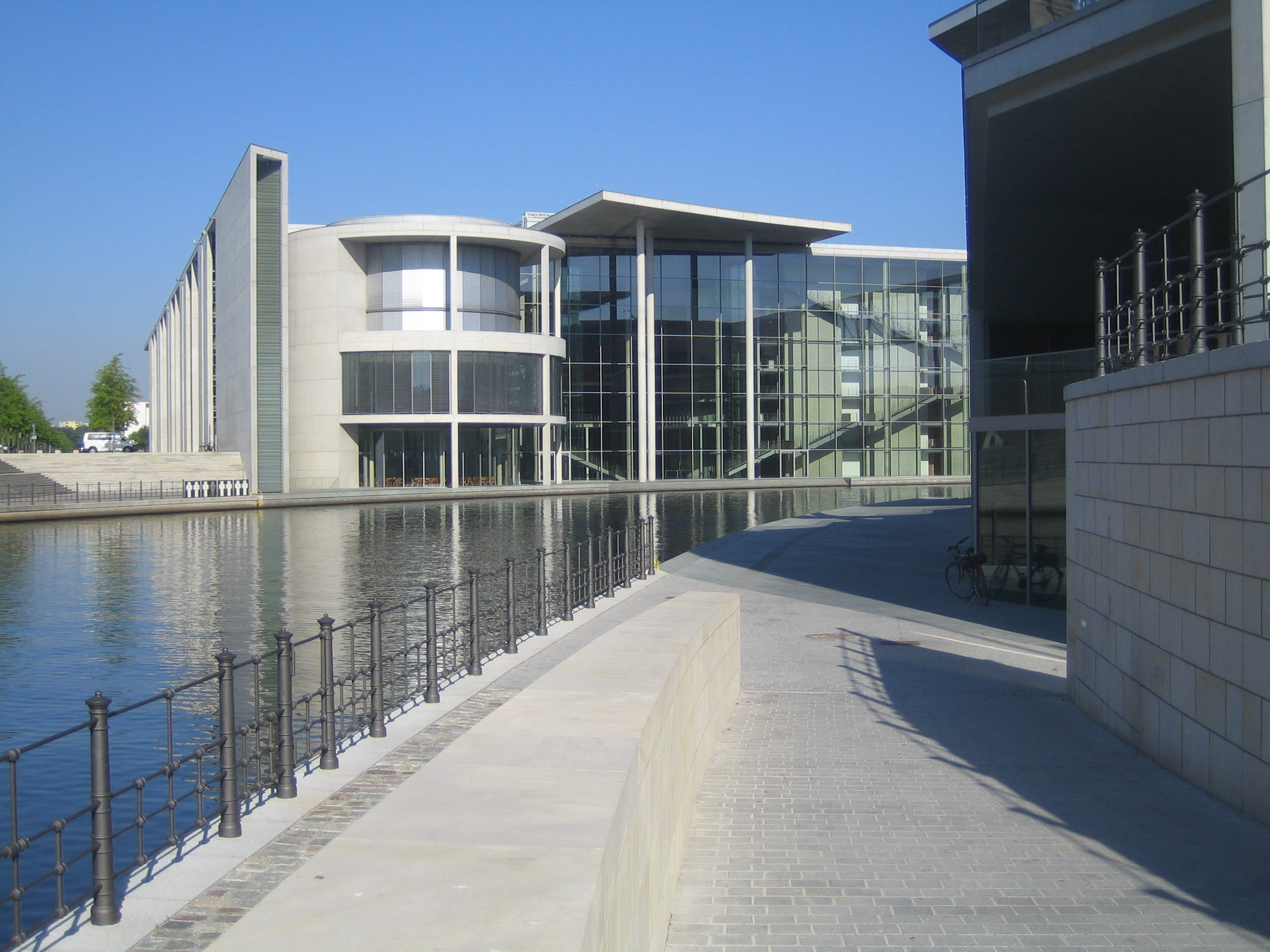
Ostseite, Spreeufer, links des Gebäudes am Ufer ist der Gedenkort für die Maueropfer Weiße Kreuze

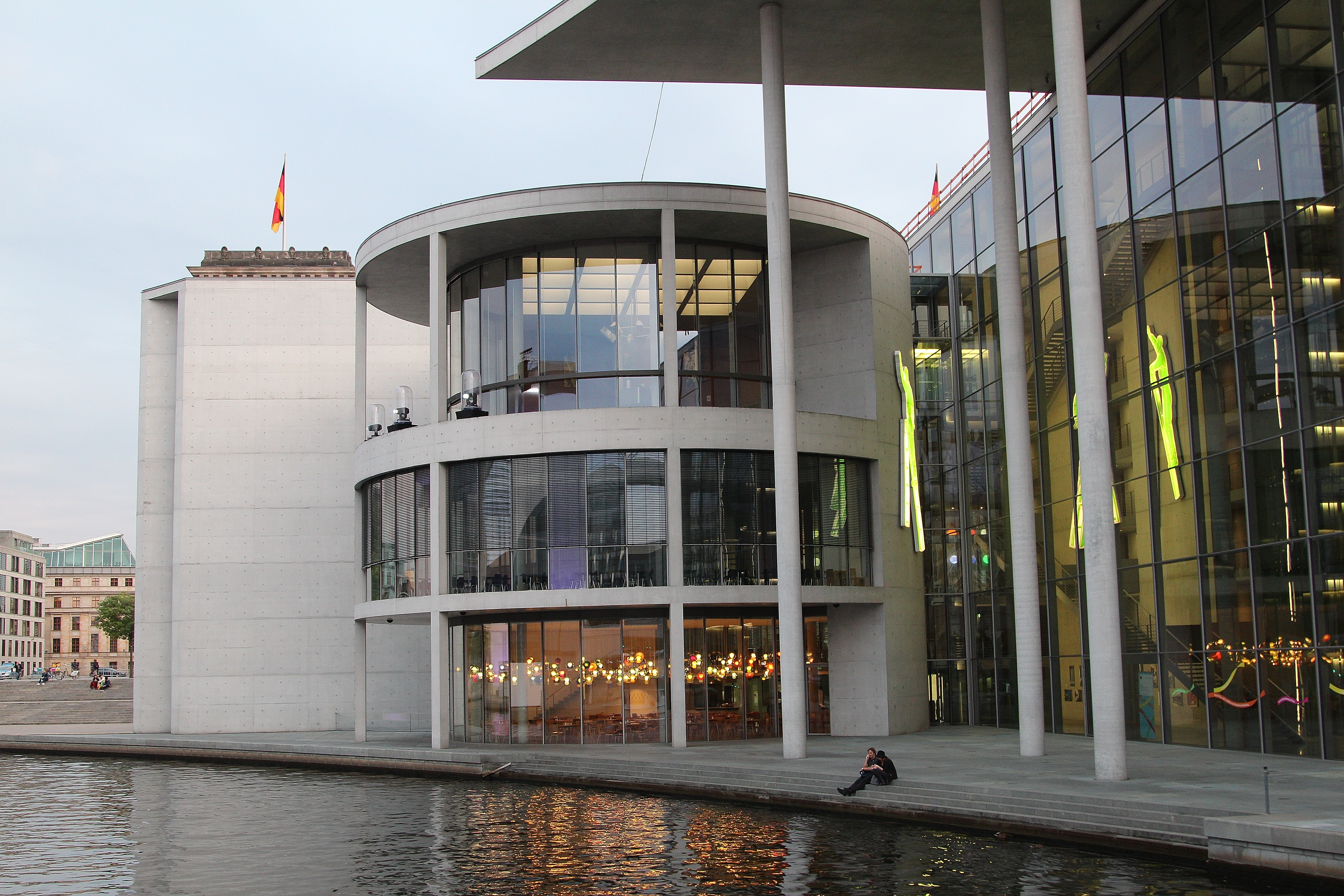
Ostseite, von der Spree aus gesehen

Im Jahr 1992 wurde ein städtebaulicher Ideenwettbewerb für das Spreebogenareal in Berlin ausgelobt. Den ersten Preis erhielten dabei die Architekten Axel Schultes und Charlotte Frank mit dem Leitkonzept des Band des Bundes, wozu unter anderem das Bundeskanzleramt, das Paul-Löbe-Haus, das Marie-Elisabeth-Lüders-Haus und das nicht realisierte Bürgerforum gehören. Im Herbst 1994 wurde daraufhin ein Realisierungswettbewerb gestartet, den der Münchner Architekt Stephan Braunfels mit seinem Entwurf für das Paul-Löbe- und Marie-Elisabeth-Lüders-Haus gewann.
Das Paul-Löbe-Haus und das Marie-Elisabeth-Lüders-Haus bilden durch ihre Architektur eine Einheit, so zum Beispiel durch die zur Spree hin zusammenpassenden Konturen der Dachkanten und die beiden Brücken, die die beidseits der Spree stehenden Gebäude verbindet. Der Architekt beider Häuser bezeichnet die Brücken als „Sprung über die Spree“. Die untere Brücke ist allgemein zugänglich, die obere den Abgeordneten vorbehalten – und wird daher „höhere Beamtenlaufbahn“ genannt.
Die Verbindung der Gebäude von Ost nach West symbolisiert die Zusammengehörigkeit von Ost- und Westdeutschland (die Berliner Mauer verlief quer über das bebaute Gelände) und überschreibt die Vision der Nationalsozialisten von einer – hier durch eine Nord-Süd-Achse geprägten – „Welthauptstadt Germania“.
Den Grundstein für das neue Bundestagsgebäude legte am 28. April 1997 die damalige Bundestagspräsidentin Rita Süssmuth am östlichen Spreebogen. Das Paul-Löbe-Haus wurde 2001 eröffnet.
Am 24. Juli 2019 fand im Paul-Löbe-Haus die 109. Sitzung des 19. Deutschen Bundestages statt, in deren Rahmen Annegret Kramp-Karrenbauer als Bundesverteidigungsministerin vereidigt wurde. Die Sitzung erfolgte ausnahmsweise hier, da sie außerplanmäßig während der parlamentarischen Sommerpause stattfand, in der gleichzeitig im Plenarsaal des Reichstagsgebäudes Renovierungsarbeiten durchgeführt wurden.
Die 17. Bundesversammlung und die Wahl des deutschen Bundespräsidenten am 13. Februar 2022 wurde aufgrund der COVID-19-Pandemie und der dort besser einzuhaltenden Abstände ebenfalls im Paul-Löbe-Haus abgehalten.

## Gebäude
Das Gebäude enthält 1700 Räume und 61.000 m² Hauptnutzfläche. Es dient vorrangig der Unterbringung von Funktionsbereichen, die für den reibungslosen Parlamentsbetrieb die Nähe zum Reichstagsgebäude erfordern. Hierzu zählen 550 Büros für 275 Abgeordnete, 21 Sitzungssäle für die Ausschüsse und etwa 450 Büros der Ausschuss-Sekretariate sowie ein Restaurant für Abgeordnete, Mitarbeiter und Besucher. Ferner wird hier die zentrale Besucherbetreuung untergebracht.
Seit Mai 2001 gibt es zwei direkte Übergänge vom Paul-Löbe- zum Marie-Elisabeth-Lüders-Haus über den Marie-Elisabeth-Lüders-Steg. Zudem verbindet der Versorgungstunnel Regierungsviertel das Paul-Löbe-Haus mit dem Marie-Elisabeth-Lüders-Haus, dem Jakob-Kaiser-Haus und dem Reichstagsgebäude.

Innenräume
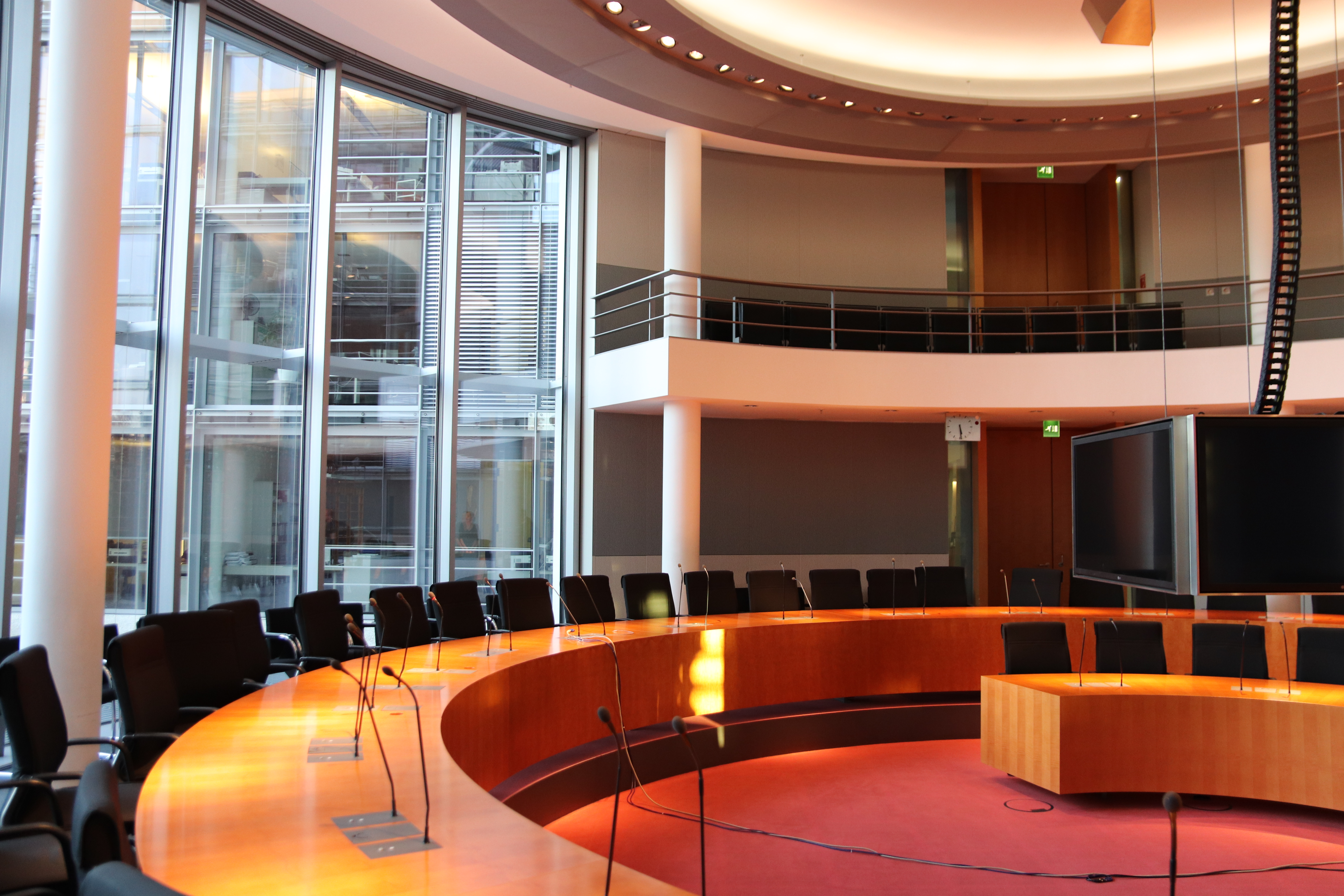
Ausschussraum
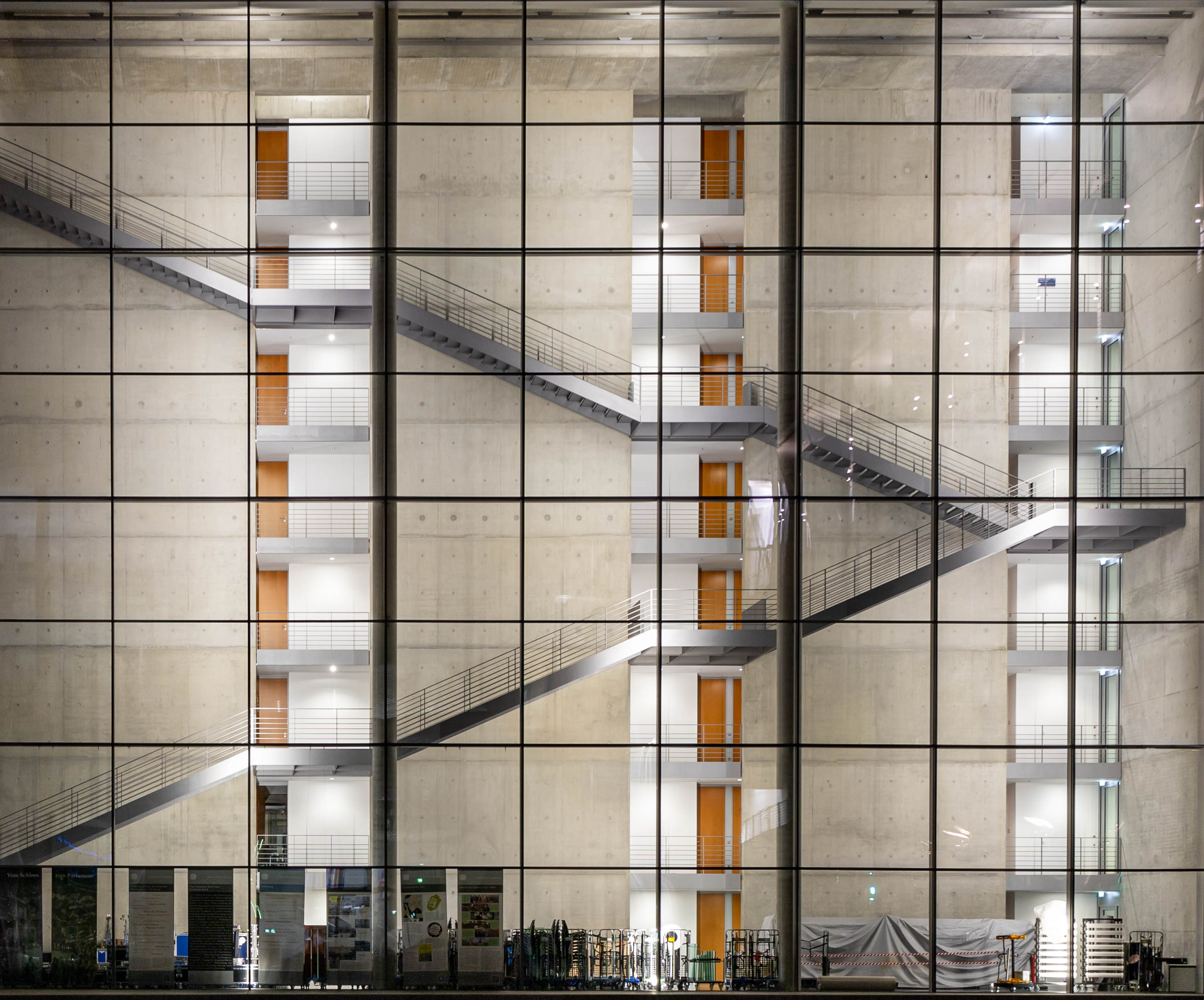
Treppenhaus

### Foyer
Im Foyer des Paul-Löbe-Hauses finden u. a. wechselnde Ausstellungen statt, von April bis Mai 2023 beispielsweise 70 Jahre zwischen Natur und Gesellschaft des Deutschen Wetterdienstes. 2023 wurde hier die Ausstellung Home Street Home – Wege aus Obdachlosigkeit der Fotografin Debora Ruppert gezeigt.

## Kunst
In einem der nördlichen Höfe befindet sich eine Rauminstallation der Künstlerin Franka Hörnschemeyer. Auch alle übrigen Seitenhöfe sind durch Kunst-am-Bau-Arbeiten bespielt, von denen viele die großzügige, das gesamte Gebäude durchschneidende zentrale Halle prägen. Hier sind besonders die neonbeleuchteten farbigen Bänder von François Morellet sowie die in den Boden der Halle eingelassenen Textbänder von Joseph Kosuth zu nennen. Im Europasaal hängt eine große Arbeit von Helmut Federle.